# West Cape May
West Cape May borough az USA New Jersey államában, Cape May megyében.

## Népesség
A település népességének változása:

| 2010 | 1 024 |
| 2020 | 1 010 |